# Поспелов, Сергей Валерьевич
Поспе́лов Серге́й Вале́рьевич (род. 22 февраля 1980, Москва, РСФСР) — российский государственный деятель, Ответственный секретарь ПА ОДКБ с 20 мая 2019 года.
Действительный государственный советник Российской Федерации 2-го класса.

## Биография
Родился 22 февраля 1980 года в Москве. До 1995 года учился в московской школе № 781. В 1997 году окончил столичную экономико-математическую гимназию № 1512. В 2002 году окончил с отличием Государственный университет управления, Институт Национальной и Мировой Экономики по специальности — экономист. В период с 2002 по 2004 год обучался в аспирантуре в Государственном университете управления по очной форме обучения. В 2005 году защитил кандидатскую диссертацию на тему «Концессия как перспективный способ привлечения прямых иностранных и национальных инвестиций в инфраструктурные объекты Российской Федерации» — 08.00.14 (ГУУ), получил степень кандидата экономических наук.
С 1998 по 2014 год до ухода на госслужбу занимался предпринимательской деятельностью.
С 2003 года Поспелов занимался общественно-политической работой, принимал активное участие в молодёжной политике в качестве члена организации «Молодая Гвардия Единой России».
В 2004, 2008 и 2012 годах избирался депутатом муниципального Собрания внутригородского муниципального образования (ВМО) «Вешняки» города Москвы. В 2014 году сдал мандат в связи с переходом на государственную службу.
С 2005 года — доцент, преподаватель кафедры Мировой Экономики Государственного университета управления.
В 2010—2011 годы прошёл переподготовку ФГОУ ВПО «Московская академия государственного и муниципального управления РАГС» по специальности «Государственное и муниципальное управление».
В 2019 году окончил Московский государственный юридический университет имени О. Е. Кутафина.
В 2021 году окончил Дипломатическую академию МИД России.
С 2014 года читает спецкурс «Экономика общественного сектора» в МГИМО (У) МИД России.
С 13 марта 2014 года по 7 октября 2016 — Руководитель Федерального агентства по делам молодежи (Росмолодёжь).
С 7 октября 2016 года — Первый заместитель Руководителя Аппарата Государственной Думы.
26 января 2018 года присвоено учёное звание доцента.

### Личная жизнь
Женат, воспитывает двух дочерей. Жена — Поспелова Светлана Игоревна, к. ю. н, доцент кафедры медицинского права в Первом Московском государственном медицинском университете имени И. М. Сеченова.

## Общественная и политическая деятельность
C 2003 года — член Всероссийской политической партии «Единая Россия».
В 2004, 2008 и 2012 годах избирался депутатом муниципального Собрания внутригородского муниципального образования (ВМО) «Вешняки» города Москвы. В 2014 году сдал мандат в связи с переходом на государственную службу.
С 2006 года активист местного отделения района Вешняки г. Москвы Всероссийской общественной организации «Молодая Гвардия Единой России» (МГЕР).
С 2008 по 2012 год — руководитель местного отделения МГЕР района Вешняки, г. Москвы.
В июне 2012 года избран руководителем Московского городского регионального отделения Всероссийской общественной организации «Молодая Гвардия Единой России» (МГЕР).
С ноября 2013 года по март 2014 года — сопредседатель Координационного совета МГЕР.
С 2013 года — Председатель Управляющего Совета Гимназии 1512.
С 13 марта 2014 года по 7 октября 2016 года — руководитель Федерального агентства по делам молодёжи.
18 мая 2016 года в Москве Сергей Поспелов принял участие в открытии Первого Съезда общероссийской общественно-государственной детско-юношеской организации «Российское движение школьников»: 

 «Самое главное, что мы сможем сделать — это предоставить новые возможности для самореализации школьников. И речь здесь идёт не о навязывании своих услуг или форматов, а о совместной и союзной работе, основанной на коллегиальных решениях»— Новости Федерального агентства по делам молодёжи России
С 7 октября 2016 года — Первый заместитель Руководителя аппарата Государственной Думы Федерального Собрания Российской Федерации.
С 2016 года — член наблюдательного совета Российского общества «Знание».

## Период руководства Федеральным агентством по делам молодёжи
Являлся одним из инициаторов проведения 19-го Всемирного Фестиваля молодёжи и студентов в 2017 в России. (В 2015 году Президент России поручил Росмолодёжи организовать подачу заявки для проведения Фестиваля в России в 2017 году)
За время руководства Росмолодёжью были приняты Основы государственной молодёжной политики до 2025 года, подготовлены рекомендации для региональных органов власти, координирующих молодёжную политику.
Создана система молодёжных образовательных форумов (более 15-ти федеральных форумов, и 200 региональных и муниципальных). Крупнейшими проектами стали Всероссийские образовательные форумы: Территория Смыслов, Таврида, Балтийский Артек, Итуруп, Международный форум Арктика. Общее ежегодное количество участников форумной кампании более 200 тыс. человек.
Создана вспомогательная автоматизированная электронная система для участия в мероприятиях, организации их и мониторинга молодёжной политики в России — Молодёжь России). Она позволила сделать прозрачным эффективность молодёжной политики, в том числе в регионах, упростила информирование и участие молодежи в мероприятиях, создала возможности для составления социально-профессионального портфолио участникам системы. (На 2017 год в системе зарегистрировано 290 тыс. чел.)
Увеличилась до 250 млн рублей грантовая поддержка молодёжных проектов (большая часть из них распределялась в рамках Всероссийской форумной кампании). Впервые появились гранты для молодёжных НКО.
В 2015 году Росмолодёжь по поручению Президента и Правительства Российской Федерации разработала и стала координатором государственной программы «Патриотическое воспитание граждан Российской Федерации на период 2016—2020».
В 2015 Указом Президента Российской Федерации создана Всероссийская организация «Российское Движение Школьников», учредителем и организатором деятельности которой со стороны государства была определена Росмолодёжь.
РосПатриотЦентр Росмолодёжи в 2015 году стал организатором волонтёрского корпуса празднования 70-летия Победы в Великой Отечественной войне, который после решением Президента был преобразован во Всероссийское движение «Волонтёры Победы», насчитывающее около 178 тыс. участников на 2017 год.

## Хобби и увлечения
Увлекается спортом, кулинарией, свободно владеет английским языком, изучает немецкий язык.
Научные увлечения: Экономика общественного сектора, футурология.

## Награды и премии
- Почётная грамота Президента РФ В. В. Путина «За заслуги в Организации и проведении международных летних молодежных образовательных форумов» от 01 декабря 2014 г.
- Благодарность Президента РФ В. В. Путина «За активное участие в подготовке и проведении Мероприятий, посвящённых 70-летию Победы в Великой Отечественной войне 1941—1945 годов». Распоряжение Президента РФ от 07 октября 2015 года.
- Памятная медаль «70 лет Победы в Великой Отечественной войне 1941—1945 годов» За активное участие в патриотическом воспитании граждан и решении социально-экономических проблем ветеранов Великой Отечественной войны 1941—1945 гг.
- Благодарность «За большой вклад в организационно-техническое обеспечение мероприятия по подготовке и проведению выборов Мэра Москвы». Распоряжение Мэра Москвы от 31 сентября 2013 года.
- Золотой знак отличия Всероссийского физкультурно-спортивного комплекса «Готов к труду и обороне» (ГТО) VII, VIII ступеней. Приказы Министра спорта РФ от 29 января 2018 г., 31 января 2022 г.
- Грамота Президента РФ В. В. Путина к памятной медали «XIX Всемирный фестиваль молодёжи и студентов 2017 года в г. Сочи» за вклад в подготовку и проведение XIX Всемирного фестиваля молодёжи и студентов 2017 года в г. Сочи
- Знак отличия Федерального агентства по делам молодёжи, в соответствии с приказом № 453, «За заслуги в сфере государственной молодёжной политики» от 26 октября 2020 г.
- Почётная грамота совета коллективной безопасности организации договора о коллективной безопасности «За активное участие в работе по укреплению военно-политической интеграции государств-членов Организации Договора о коллективной безопасности» от 20 февраля 2021 г.
- Медаль Федерального агентства по делам Содружества Независимых Государств, соотечественников, проживающих за рубежом, и по международному гуманитарному сотрудничеству, в соответствии с приказом № 70, «За укрепление мира, дружбы и сотрудничества» от 20 февраля 2023 г.
- Знак Министерства иностранных дел Российской Федерации, в соответствии с приказом № 793, «За взаимодействие» от 02 февраля 2024 г.